# ذنباب
الذنباب (الاسم العلمي: Oligomeris)، جنس نباتات مُزهرة من فصيلة البليحائية.